# 대한민국 민법 제238조
대한민국 민법 제238조는 기타 특수시설에 대한 소유권 조문이다.

## 조문
제238조(담의 특수시설권) 인지소유자는 자기의 비용으로 담의 재료를 통상보다 양호한 것으로 할 수 있으며 그 높이를 통상보다 높게 할 수 있고 또는 방화벽 기타 특수시설을 할 수 있다.